# Danis Sinnurowitsch Saripow
Danis Sinnurowitsch Saripow (russisch Данис Зиннурович Зарипов; * 26. März 1981 in Tscheljabinsk) ist ein ehemaliger russischer Eishockeyspieler, der einen Großteil seiner Karriere beim Ak Bars Kasan in der Kontinentalen Hockey-Liga spielte. Er wurde mit der russischen Nationalmannschaft dreimal Weltmeister. Sein jüngerer Bruder Marat ist ebenfalls professioneller Eishockeyspieler.

## Karriere
Saripow begann seine Karriere in den Nachwuchsmannschaften des HK Metschel Tscheljabinsk, für dessen Herrenmannschaft er in der Saison 1996/97 in der Wysschaja Liga debütierte. In der folgenden Spielzeit kam er auf zehn Einsätze für Metschel in der Wysschaja Liga, wurde aber auch bei Swesda Tscherbakul in der viertklassigen Wtoraja Liga eingesetzt. 1998 entschied er sich zu einem Wechsel nach Nordamerika, um seine Chancen auf eine gute Platzierung im NHL Entry Draft 2000 zu erhöhen. Nach einem Jahr bei den Swift Current Broncos, die ihn beim CHL Import Draft 1998 in der zweiten Runde als insgesamt 70. Spieler ausgewählt hatten, aus der kanadischen Juniorenliga Western Hockey League kehrte er jedoch nach Russland zurück und spielte für seinen Heimatklub Metschel in der Superliga. Bis 2001 konnte er sich innerhalb seiner Mannschaft etablieren und seine Punktausbeute jährlich steigern. 2001 wurde Saripow vom Ak Bars Kasan verpflichtet, für den er in der Saison 2002/03 26 Scorerpunkte erzielte.
In der Spielzeit 2003/04 erreichte Saripow mit Kasan das Playoff-Halbfinale, in dem sein Team dem HK Metallurg Magnitogorsk mit 1:3-Siegen unterlag. Zwei Jahre später drang der Ak Bars bis in das Playoff-Finale vor, in dem dieser den HK Awangard Omsk mit 3:0 besiegte. Damit gewann Saripow den ersten Meistertitel seiner Karriere und der Ak Bars qualifizierte sich für den IIHF European Champions Cup 2007, bei dem Saripow ins All-Star-Team gewählt wurde und sein Klub das Turnier gewann. Im Mai des gleichen Jahres wurde der Ak Bars russischer Vizemeister, wobei Saripow in 16 Playoff-Partien zehn Tore erzielte und damit bester Torschütze der Playoffs und der Gesamtsaison wurde. Zudem bildete er zusammen mit Alexei Morosow und Sergei Sinowjew die torgefährlichste Angriffsreihe der Superliga.

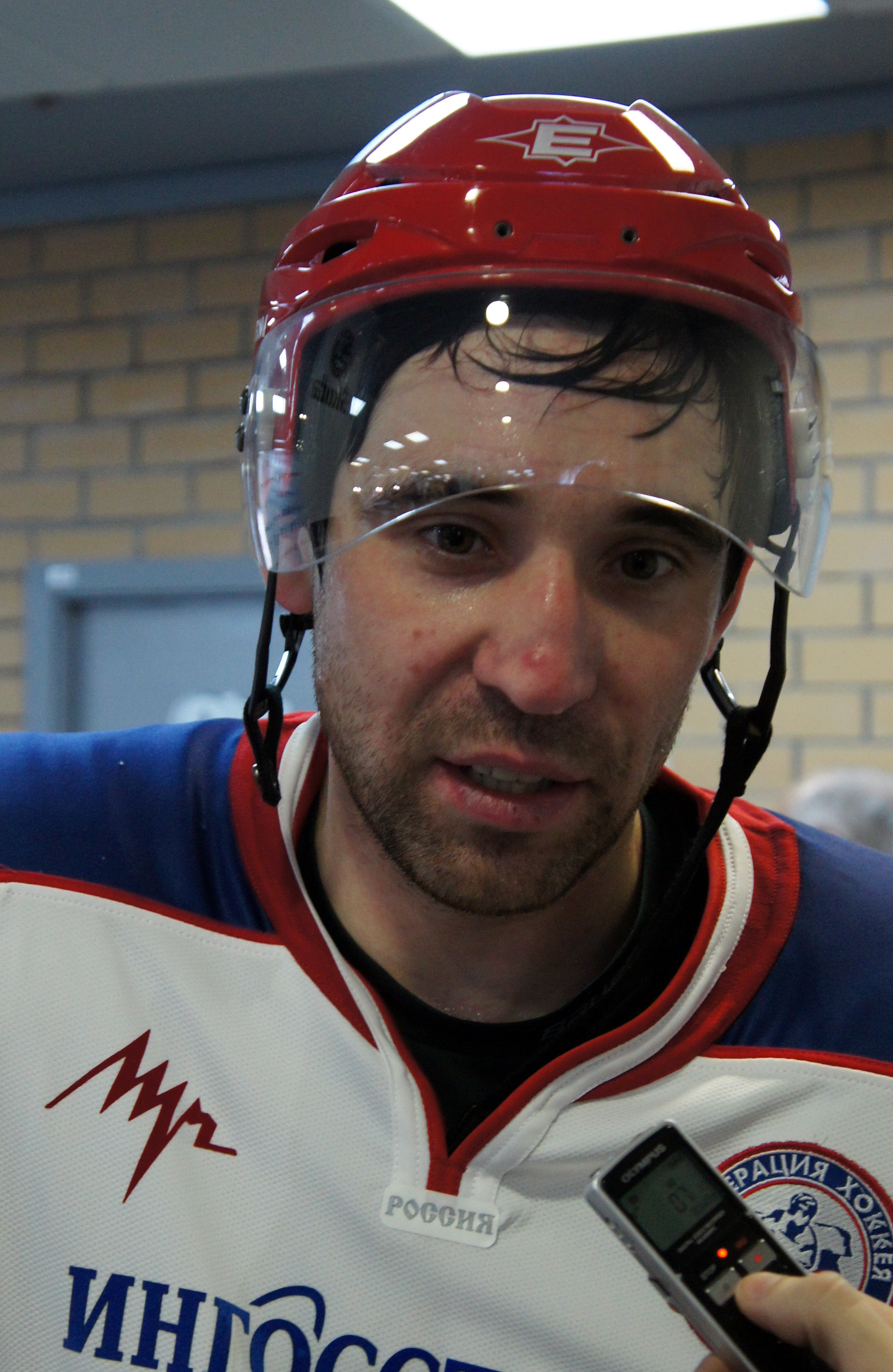
Danis Saripow (2010)

Im Sommer 2008 wurde aus der Superliga die Kontinentale Hockey-Liga gebildet und der Ak Bars gewann den Meistertitel der ersten Spielzeit dieser neuen Liga. Zudem wurde Saripow für das KHL All-Star Game nominiert, in das All-Star-Team gewählt und als wertvollster Spieler der Hauptrunde ausgezeichnet. In der folgenden Spielzeit konnte Kasan erneut die KHL-Meisterschaft gewinnen, als das Team den HK MWD Balaschicha im Playoff-Finale mit 4:3 Siegen bezwang.
Im Mai 2013 lief Saripows Kontrakt bei Ak Bars aus und er verließ den Klub nach zwölf Spielzeiten, in denen er 528 Scorerpunkte in 714 Spielen gesammelt hatte. Anschließend wurde er vom HK Metallurg Magnitogorsk verpflichtet und gewann mit Metallurg 2014 und 2016 die Meisterschaftstrophäe der KHL, den Gagarin-Pokal.
In der Saison 2016/17 wurde Saripow positiv auf Doping getestet und vom Weltverband bis Mai 2019 gesperrt. Sein Vertrag bei Ak Bars Kasan wurde daraufhin aufgelöst. Saripow legte Beschwerde gegen seine Sperre ein, im November 2017 wurde seine Sperre aufgrund neuer Beweise durch das Court of Arbitration for Sport (CAS) aufgehoben. Daraufhin kehrte er in den Trainingsbetrieb zurück und wurde wieder in den Kader von Ak Bars Kasan aufgenommen. 2018 gewann er auch mit Kasan den Gagarin-Pokal. Im Februar 2023 beendete er seine Karriere.

### International
Saripow spielte mit der russischen Nationalmannschaft bei den Weltmeisterschaften der Jahre 2006, 2007, 2008, 2009, 2011, 2014 und 2015. 2008, 2009 und 2014 wurde er mit Russland Weltmeister, wobei er 2008 in acht Spielen sieben Scorerpunkte erzielte. Zudem nahm er an den Olympischen Winterspielen in Vancouver 2010 teil. Außerdem kam er von 2006 bis 2016 regelmäßig bei Turnieren der Euro Hockey Tour zum Einsatz.

## Erfolge und Auszeichnungen
| - 2006 Russischer Meister mit Ak Bars Kasan - 2007 Russischer Vizemeister mit Ak Bars Kasan - 2007 Bester Torschütze der Superliga-Playoffs - 2007 IIHF-European-Champions-Cup-Gewinn mit Ak Bars Kasan - 2008 IIHF-Continental-Cup-Gewinn mit Ak Bars Kasan - 2008 KHL-Stürmer des Monats Dezember - 2009 KHL All-Star Game - 2009 KHL-Stürmer des Monats Februar - 2009 Gagarin-Pokal-Gewinn und Russischer Meister mit Ak Bars Kasan - 2009 Wertvollster Spieler der KHL - 2009 KHL All-Star Team - 2009 Auszeichnung mit der Verdienstmedaille für das Vaterland II. Klasse - 2010 KHL All-Star Game - 2010 Gagarin-Pokal-Gewinn und Russischer Meister mit Ak Bars Kasan | - 2013 KHL-Stürmer des Monats Oktober - 2014 Gagarin-Pokal-Sieger und Russischer Meister mit dem HK Metallurg Magnitogorsk - 2014 KHL All-Star Game - 2015 KHL All-Star Game - 2015 KHL-Stürmer des Monats Dezember - 2016 KHL All-Star Game - 2016 Gagarin-Pokal-Sieger und Russischer Meister mit dem HK Metallurg Magnitogorsk - 2017 KHL-Stürmer des Monats März - 2017 KHL All-Star Game - 2018 Gagarin-Pokal-Sieger und Russischer Meister mit dem Ak Bars Kasan - 2019 KHL All-Star Game - 2020 KHL All-Star Game |

### International
| - 2007 Bronzemedaille bei der Weltmeisterschaft - 2008 Goldmedaille bei der Weltmeisterschaft - 2009 Goldmedaille bei der Weltmeisterschaft | - 2014 Goldmedaille bei der Weltmeisterschaft - 2015 Silbermedaille bei der Weltmeisterschaft |

## Karrierestatistik

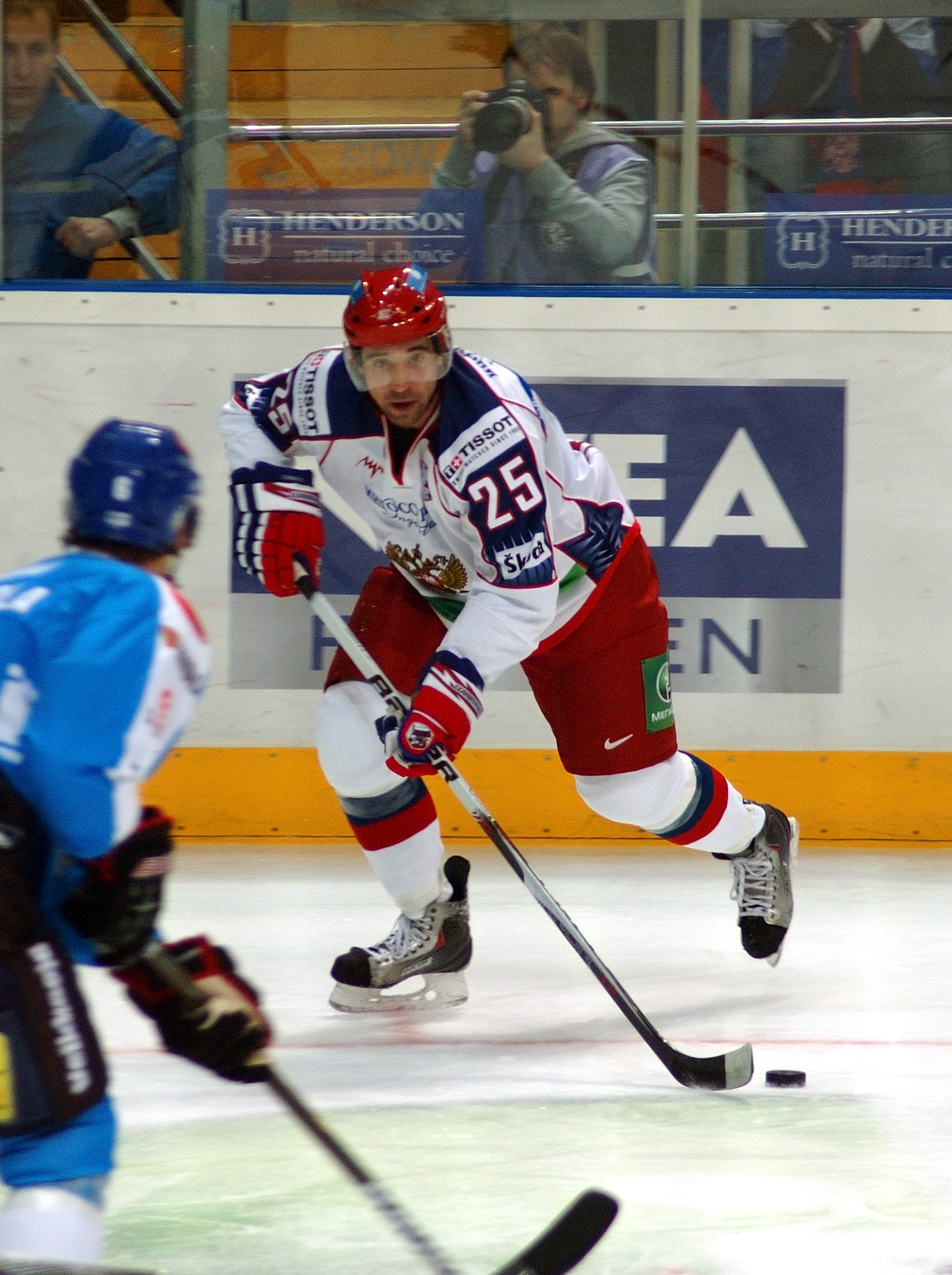
Saripow im Trikot der russischen Nationalmannschaft beim Channel One Cup 2010

### International
Vertrat Russland bei:
- Weltmeisterschaft 2006
- Weltmeisterschaft 2007
- Weltmeisterschaft 2008
- Weltmeisterschaft 2009
- Olympischen Winterspielen 2010
- Weltmeisterschaft 2011
- Weltmeisterschaft 2014
- Weltmeisterschaft 2015

(Legende zur Spielerstatistik: Sp oder GP = absolvierte Spiele; T oder G = erzielte Tore; V oder A = erzielte Assists; Pkt oder Pts = erzielte Scorerpunkte; SM oder PIM = erhaltene Strafminuten; +/− = Plus/Minus-Bilanz; PP = erzielte Überzahltore; SH = erzielte Unterzahltore; GW = erzielte Siegtore; 1 Play-downs/Relegation; Kursiv: Statistik nicht vollständig)